# Historiographie acadienne
L’historiographie acadienne se rapporte à la perception de l'Histoire par les historiens de l'Acadie.

## Renaissance acadienne

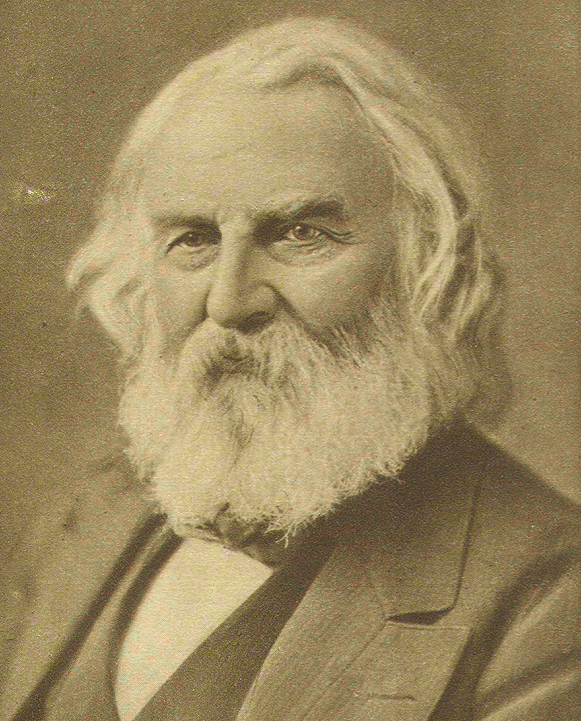
Henry Longfellow.

Deux œuvres marquent un point tournant dans la renaissance acadienne, la plus importante étant le poème Evangéline, publié par l'Américain Henry Longfellow en 1847 ; les Acadiens se reconnaissent dans cette intrigue, le couple fictif d'Évangéline et de Gabriel représentant en quelque sorte leur histoire, leur dispersion et leurs retrouvailles. En 1859, François-Edme Rameau de Saint-Père, un Français, publie La France aux colonies : Acadiens et Canadiens, dont la première de deux parties traite de l'histoire des Acadiens, permettant aux principaux intéressés de découvrir leur histoire dans leur langue. Rameau visite deux fois l'Acadie et publie en 1889 un autre ouvrage, Une colonie féodale en Amérique : l'Acadie, 1604-1881.
L'éditeur Gilbert Buote (1833-1904) est le premier Acadien à publier des recherches historiques.

## XXesiècle
Bona Arsenault écrit Histoire des Acadiens en 1965.

## XXIesiècle
En 2001, Nicolas Landry et Nicole Lang publient aux Éditions du Septentrion une synthèse de l'histoire de l'Acadie en 300 pages, intitulée Histoire de l'Acadie. L'ouvrage ne s'intéresse qu'à l'« Acadie des Maritimes », et non à la diaspora acadienne. De plus, il n'y avait plus à l'époque de synthèse convenant à des universitaires mais, selon Gratien Allaire, elle est plus facile d'accès et d'utilisation que l'ouvrage L'Acadie des Maritimes de Jean Daigle, datant de 1993.
L'approche utilisée par les auteurs est celle des annales, courante depuis 1966, selon laquelle la démographie, l'économie et les questions sociales sous-tendent les événements historiques. D'ailleurs, l'ouvrage s'intéresse à toute la population, pas seulement l'élite. Il s'intéresse aussi aux femmes, souvent délaissées par les historiens. Nicolas Landry et Nicole Lang commencent toutefois par l'histoire politique, ce qui rend plus difficile la compréhension de certains événements, notamment le Grand Dérangement. Ils expliquent toutefois que le fait que le manque de définition exacte du territoire de l'Acadie rend difficile l'étude de son économie, autre que pour des secteurs comme l'agriculture, la pêche et l'exploitation forestière. D'ailleurs, l'une des thèses des historiens est que la notion de territoire, et surtout son occupation, est très importante pour comprendre l'histoire de l'Acadie. Toutefois, seules quatre cartes figurent dans l'ouvrage, et on n'y explique pas le type de terres habitées. La présence des Acadiens dans les grandes villes anglophones est aussi mal intégrée dans l'ouvrage selon Gratien Allaire.
La division des sept chapitres suit en général la norme de l'historiographie canadienne ou canadienne française ,. Les auteurs affirment que la fin de la période coloniale est l'année 1763 alors que selon Gratien Allaire, la plupart des historiens considèrent que c'est plutôt en 1849, avec l'arrivée du gouvernement responsable. Ce dernier se demande aussi si la période d'après la Deuxième Guerre mondiale ne devrait pas plutôt être séparée en deux chapitres, avec la décennie 1960 comme charnière. Joël Belliveau considère quant à lui que la construction de l'ouvrage est « efficace et appropriée » mais que la première moitié est mieux réussie, une situation compréhensible compte tenu de la vaste littérature disponible pour cette partie de l'histoire. Les auteurs ne tombent pas dans la « sentimentalité » pour leur description du Grand Dérangement, montrant à la fois le point de vue des Britanniques et des Acadiens. Selon Joël Belliveau, le passage le plus « captivant » du livre est la description des migrations des Acadiens à partir de 1755, alors que les auteurs s'en « tirent bien » pour la section sur la reconstruction, de 1763 à 1850. Toujours selon Joël Belliveau, les changements culturels sont moins bien documentés et l'explication de l'ethnogenèse des Acadiens est peu élaborée et peu convaincante. Selon le même historien, la deuxième partie souffre de la « jeunesse de l'histoire sociale acadienne », rendant difficile la compréhension du « vécu » de la population en dehors de l'élite. Même la culture politique de l'élite n'est pas toujours bien traitée et l'Ordre de Jacques Cartier, pourtant important dans le développement de l'Acadie, n'est mentionné qu'une seule fois. Finalement, l'« explosion culturelle et artistique » des années 1960 aurait mérité plus d'attention, selon Joël Belliveau. Selon lui, le langage parfois approximatif, le manque de notes de bas de pages et le fait que des écrits de domaines connexes comme l'anthropologie et la sociologie n'ont pas été intégrés nuisent à l'ouvrage, alors que l'illustration et la bibliographie en font les forces.
Somme toute, Gratien Allaire considère que leur ouvrage est un très bon résultat d'une « entreprise qui n'est pas sans difficulté » et qu'il remplace « avantageusement » les ouvrages précédents, alors que Joël Belliveau considère qu'il a du « mérite » et qu'il est un « incontournable ».